# Merles-sur-Loison
Merles-sur-Loison è un comune francese di 166 abitanti situato nel dipartimento della Mosa nella regione del Grand Est.

## Società

### Evoluzione demografica
Abitanti censiti